# Abborrtjärnen (Lillhärdals socken, Härjedalen, 686271-142650)
Abborrtjärnen är en sjö i Härjedalens kommun i Härjedalen och ingår i Ljusnans huvudavrinningsområde.